# Zhang Zhijun
Zhang Zhijun, nacido en febrero de 1953 en Nantong de la provincia de Jiangsu. Se graduó de la Universidad de Pekín. Es miembro del Comité Central del Partido Comunista de China. Fue jefe de la Oficina de Asuntos de Taiwán. Era el ministro diputado de Ministerio de Asuntos Exteriores de China, era responsable de asuntos generales y planificación de las políticas.

## Educación
Zhang se inscribió en la Universidad de Pekín en 1971, después de graduarse, siguió su educación en el Reino Unido.

## Experiencia
Entró el Ministerio de Asuntos Exteriores de China en 1975 y trabajó como oficial – y el director diputado del séptimo bureau y el director departamental de Bureau de Estados Unidos y Europa Norte. Desde 1991 trabajó como el primer secretario en la embajada de China en el Reino Unido.
En 1994, se hizo al director diputado de Bureau de Estados Unidos y Europa Norte en el Departamento Internacional de PCC (el Partido Comunista de China).
Con título de director diputado de comité del partido en la ciudad de Zibo en la provincia de Shandong en 1996. 
Fue el director de la oficina de estudios de Departamento Internacional de PCC en 1997, y se hizo el director de Bureau de Estados Unidos y Europa Norte, secretario diputado, y minister diputado después.
En 2009, se transferí al director diputado del Ministerio de Asuntos Exteriores de China.
En 2010, se hizo al secretario del Partido Comunista en el Ministerio de Asuntos Exteriores de China. En 2013, fue el director de la Oficina de Asuntos de Taiwán en lugar de Wangyi, quien fue a ser el ministro de Ministerio de Asuntos Exteriores de China.

## El Simposio Undécimo de la Relación Entre-Estrecho
En marzo de 2013, cuando estaba hablando en el Simposio Undécimo de la Relación  entre-estrecho en Pingtan, Fujian, Zhang pidió mejor calidad y eficiencia para el intercambio y cooperación entre-estrecho. La gente de ambos lados participa en el simposio, incluye algunos personas del Partido Democrático Progresista de Taiwán. Zhang deseaba que visite su contraparte, Wang Yu-chi, quien era el director del Consejo de Asuntos de China Continental.

## La reunión entre Zhang y Wang
En 11 de febrero de 2014, Zhang se reunió con Wang Yu-chi in Nanjing, el primer contacto oficial de alto nivel entre gobierno y gobierno de los dos lados desde el final de la guerra civil en China en 1949. La reunión ocurrió en el palacio púrpura en Nanjing. Al encontrarse con Wang, ambos lados acordaron de establecer un canal de comunicación directo y regular para compromiso futuro de acuerdo con el consenso 1992. Ellos también acordaron de buscar una solución para el cobertura del seguro de salud para los estudiantes Taiwaneses que estaban estudiando en el continente, de establecer pragmáticamente SEF y ARATS oficinas en el territorio de cada uno, y de aprender la factibilidad de permitir visitas a las personas detenidas cuándo SEF y ARATS oficinas se hayan establecido.
Antes de que se dieron la mano, Zhang se refirió a Wang como “Ministro Wang Yu-chi” sin había mencionado el nombre Consejo de Asuntos de China Continental, y Wang se refirió a Zhang como “TAO director Zhang Zhijun”. Sin embargo, la agencia de noticias Xinhua de China continental se refirió a Wang como “el oficial responsable del consejo de asuntos de China continental de Taiwán” en sus noticias en China y en sus noticias en inglés se refirió a Wang como “el jefe de los asuntos de China continental de Taiwán”.
En junio 25-28, 2014, Zhang hizo una visita oficial a Taiwán.

## La probabilidad de la reunión de Ma y Xi
Con respecto a la reunión entre los jefes de los ambos lados del Estrecho de Taiwán de Ma Ying-jeou y Xi Jinping, Zhang dijo que la reunión es como una reunión entre miembros de familia, y una reunión como así puede tener lugar en cualquier lugar y cualquiera ocasión. No hace falta que tener lugar en un evento internacional o multilateral, puede tener lugar en China continental, Taiwán, o cualquier tercer lugar.